# نهر توغدير
نهر توغدير، بالصومالية: Wabiga Togdheer, هو نهر موسمي في محافظة توغدير شرق صوماليلاند. المحافظة سماه على اسم النهر. فاسم توغدير معناه (مجرى النهر الطويل), Tog(مجرى النهر) dheer (طويل). يبدا النهر من سفوح جبال جوليس، ويتدفق جنوبا عبر مدينة برعو, حيث يشقها إلى نصفين، حتى حتى يتلاشى في سهول شرق محافظة توغدير وشمال محافظة صول.